# Torneo de Estrasburgo 2019
El Internationaux de Strasbourg 2019 fue un torneo profesional de tenis en canchas de arcilla. Fue la 33.ª edición del torneo que formó parte de la WTA Tour 2019. Se llevó a cabo en Estrasburgo (Francia) entre el 19 y el 25 de mayo de 2019.

## Distribución de puntos
| Modalidad           | Campeona | Finalista | Semifinales | Cuartos de final | 2ª ronda | 1ª ronda | Clasificadas | 2ª ronda de clasificación | 1ª ronda de clasificación |
| Individual femenino | 280      | 180       | 110         | 60               | 30       | 1        | 18           | 12                        | 1                         |
| Dobles femenino     | 280      | 180       | 110         | 60               | 1        | -        | -            | -                         | -                         |

## Cabezas de serie

### Individuales femenino
| Tenista           | Ranking | Preclasificada |
| Ashleigh Barty    | 9       | 1              |
| Aryna Sabalenka   | 10      | 2              |
| Qiang Wang        | 17      | 3              |
| Caroline Garcia   | 22      | 4              |
| Sofia Kenin       | 37      | 5              |
| Dayana Yastremska | 41      | 6              |
| Saisai Zheng      | 46      | 7              |
| Shuai Zhang       | 48      | 8              |

- Ranking del 13 de mayo de 2019.[2]

### Dobles femenino
| Tenista                         | Ranking | Preclasificada |
| Hao-Ching Chan Yung-Jan Chan    | 34      | 1              |
| Eri Hozumi Makoto Ninomiya      | 54      | 2              |
| Alicja Rosolska Yang Zhaoxuan   | 56      | 3              |
| Darija Jurak Ioana Raluca Olaru | 75      | 4              |
| Nadiia Kichenok Abigail Spears  | 80      | 5              |

## Campeonas

### Individual femenino
Dayana Yastremska venció a  Caroline Garcia por 6-4, 5-7, 7-6(7-3)

### Dobles femenino
Daria Gavrilova /  Ellen Perez vencieron a  Yingying Duan /  Xinyun Han por 6-4, 6-3